# Harmonikaművészek listája
Az alábbiakban a neves harmonikaművészek listája olvasható.
| Ábécé szerinti tartalomjegyzék                                                                           |
| --- |
| A, Á B C Cs D Dz Dzs E, É F G Gy H I, Í J K L Ly M N Ny O, Ó Ö, Ő P Q R S Sz T Ty U, Ú Ü, Ű V W X Y Z Zs |

## A, Á
- Benny Andersson (1946–)
- Lydie Auvray (1956–)
- Slavko Avsenik (1929–2015)
- Ramón Ayala (1945–)
- Nick Ariondo (1949–)

## B
- Alan Bern (1955–)
- Bratko Bibič (1957–)
- Ronald Binge (1910–1979)
- Gary Blair (1945–)
- Renato Borghetti (1963–)
- Franko Božac (1974–)
- Jeffery Broussard (1967–)
- Smiley Burnette (1911–1967)

## C
- Manuela Josefa Cabrera (1943–)
- Carmen Carrozza (1921–2013)
- Nico Carstens (1926–2016)
- Boozoo Chavis (1930–2001)
- Clifton Chenier (1925–1987)
- Dick Contino (1930–2017)
- Gianni Coscia (1931–)
- Charles Thomas Cozens (1952–)
- James Crabb (1967–)
- Phil Cunningham (1974–)
- Andy Cutting (1969–)

## D
- Jackie Daly (1945–)
- Robert Davine (1924–2001)
- Pietro Deiro (1888–1954)
- Geno Delafose (1971–)
- John Delafose (1939–1994)
- Vladimir Denissenkov (1956–)
- Dennis DeYoung (1947–)
- Orlando DiGirolamo (1924–1998)
- Wolfgang Dimetrik (1974–)
- Henry Doktorski (1956–)
- Dominguinhos (1941–2013)
- Wilf Doyle (1925–2012)
- Alejo Durán (1919–1989)
- Finbarr Dwyer (1946–2014)

## E, É
- Mogens Ellegaard (1935–1995)
- Jack Emblow (1930–)
- Keith Emerson (1944–2016)
- John Evan (1948–)

## F
- Joe Falcon (1900–1965)
- Jeff Fatt (1953–)
- James Fearnley (1954–)
- Myron Floren (1919–2005)
- Connie Francis (1937–)
- Preston Frank (1947–)
- Keith Frank (1972–)
- Dominic Frontiere (1931–2017)
- Pietro Frosini (1885–1951)

## G
- Benny Gallagher (1945–)
- Anthony Galla-Rini (1904–2006)
- Richard Galliano (1950–)
- Krency Garcia
- Régis Gizavo (1959–2017)
- Luiz Gonzaga (1912–1989)
- Martin Green (1980–)
- Josh Groban (1981–)
- Michael Guerra (1981–)
- Alfredo Gutiérrez (1940–)

## H
- Joe Hall
- Frode Haltli (1975–)
- Daniel Handler (1970–)
- Rolf Harris (1930–2023)
- Kevin Hearn (1969–)
- Tatico Henríquez (1943–1976)
- Matt Hensley
- Harry Hibbs (1942–1989)
- David Hidalgo (1954–)
- Lars Hollmer (1948–2008)
- Bruce Hornsby (1954–)
- Nihad Hrustanbegović (1973–)
- Alekszandr Hrusztevics (1983–)
- Garth Hudson (1937–)
- Rob Hyman (1950–)

## I, Í
- Gary Innes (1980–)

## J
- Bengan Janson (1963–)
- Ryan Jarman (1980–)
- Jean-Michel Jarre (1948–)
- Flaco Jiménez (1939–)
- Santiago Jiménez Jr. (1944–)
- Beau Jocque (1953–1999)
- Billy Joel (1949–)
- Pete Jolly (1932–2004)
- Brian Jones (1942–1969)
- Steve Jordan (1939–2010)
- Tyler Joseph (1988–)
- Kepa Junkera (1965–)

## K
- Borisz Karlov (1924–1964)
- James Keane (1948–)
- Kim Hjangszun
- John Kirkpatrick (1947–)
- Guy Klucevsek (1947–)
- Kobajasi Jaszuhiro (1959–)

## L
- Gabby La La (1979–)
- Isidro Larrañaga (?–2022)[1]
- Lead Belly (1889–1949)
- Don Lee (1930–2015)
- Yuri Lemeshev (1954–)
- John Linnell (1959–)
- Nils Lofgren (1951–)
- Radoslav Lorković (1958–)
- Todd Lumley (1968–)
- Ramon Ayala (1928–)

## M
- Charles Magnante (1905–1986)
- Frank Marocco (1931–2012)
- Mat Mathews (1924–2009)
- Bear McCreary (1979–)
- Loreena McKennitt (1957–)
- Johnny Meijer (1912–1992)
- Dionisio Mejia (1911–1978)
- Colacho Mendoza (1936–2003)
- Lisandro Meza (1937–)
- Andrew Micallef (1969–)
- Alessandra Mignacca (1977?–)
- Joey Miskulin (1949–)
- Brian Mitchell
- Aniceto Molina (1939–2015)
- Bonifacio Mauricio III (1966–)

## N
- Maria Ney (1890–1961?)
- Franz Nicolay (1977–)
- Krist Novoselic (1965–)

## O, Ó
- Pauline Oliveros (1932–2016)
- Walter Ostanek (1935–)

## P
- Nejc Pačnik (1990–)
- Esa Pakarinen (1911–1989)
- Willard A. "Bill" Palmer (1917–1996)
- Zeena Parkins (1956–)
- Van Dyke Parks (1943–)
- Don Peachey (1933–)
- Cory Pesaturo (1986–)
- Joseph Petric (1952–)
- Celso Piña (1953–2019)
- Kimmo Pohjonen (1964–)

## R
- Matti Rantanen (1952–)
- Juancho Rois (1958–1994)
- Israel Romero (1954–)
- Saul Rose (1973–)
- Roberto Ruscitti (1941–)

## S
- Johnny Sansone (1957–)
- William Schimmel (1946–)
- John Serry. (1915–2003)
- Alexander Sevastian (1976–2018)
- Jimmy Shand (1908–2000)
- Sharon Shannon (1968–)
- Sivuca (1930–2006)
- Chango Spasiuk (1968–)
- John Spiers (1975–)
- Will Starr (1922–1976)

## T
- Natalia Tena (1984–)
- Judy Tenuta (1949–)
- Matt Thiessen (1980–)
- Yann Tiersen (1970–)
- Aslan Tlebzu (1981–)
- Lee Tomboulian (1960–)
- Arthur Tracy (1899–1997)
- Karen Tweed (1963–)
- Tabányi Mihály (1921-2019)

## U, Ú
- Brendon Urie (1987–)

## V
- Kristín Anna Valtýsdóttir (1982–)
- Art Van Damme (1920–2010)
- Tim Van Eyken (1978–)
- Mika Väyrynen (1967–)
- Eddie Vedder (1964–)
- Aníbal Velásquez (1936–)
- Julieta Venegas (1970–)
- Travis Vengroff (1987–)
- Emir Vildić (1984–)
- Gus Viseur (1915–1974)
- Von Jundzsol

## W
- Cedric Watson (1983–)
- Jason Webley (1974–)
- Lawrence Welk (1903–1992)
- Martin White
- Minnie White (1916–2001)
- Wix Wickens (1956–)
- Bill Wilkie (1922–2017)
- Dave Willey (1963–)
- Patrick Wolf (1983–)
- Richard Wright (1943–2008)

## Y
- Frankie Yankovic (1915–1998)
- “Weird Al” Yankovic (1959–)
- Max Yankowitz (1875–1945)

## Z
- Jimmy Zambrano (1966–)
- Joe Zawinul (1932–2007)
- Vlagyiszlav Zolotarjov (1942–1975)
- Emiliano Zuleta (1912–2005)